# The Lost Trident Sessions
Albums de Mahavishnu Orchestra
Adventures in Radioland
(1987)
The Lost Trident Sessions est le 8e album studio du Mahavishnu Orchestra. Il est sorti le 21 septembre 1999.
Enregistré au Studios Trident de Londres en 1973, cet opus, qui devait être le troisième et dernier album studio de la première formation du Mahavishnu Orchestra, n'a pas été publié à l'époque. Les bandes ont été retrouvées en novembre 1998 par Bob Belden dans les archives de Columbia à Los Angeles. 
À l'exception de John's Song #2, on retrouve tous les titres sur d'autres albums : Dream, Trilogy et Sister Andrea sur Between Nothingness and Eternity du Mahavishnu Orchestra, tandis que I Wonder et Steppings Tones figurent sur l'album du violoniste Jerry Goodman et du claviériste Jan Hammer, Like Children. 
L'album s'est classé 4e au Top Jazz Albums.

## Liste des titres
| No | Titre                                                                    | Auteur          | Durée |
| -- | ------------------------------------------------------------------------ | --------------- | ----- |
| 1. | Dream                                                                    | John McLaughlin | 11:10 |
| 2. | Trilogy: The Sunlit Path/La Mere de la Mer/Tomorrow's Story Not the Same | McLaughlin      | 9:33  |
| 3. | Sister Andrea                                                            | Jan Hammer      | 6:47  |
| 4. | I Wonder                                                                 | Jerry Goodman   | 3:10  |
| 5. | Steppings Tones                                                          | Rick Laird      | 3:11  |
| 6. | John's Song #2                                                           | McLaughlin      | 5:53  |

## Musiciens
- John McLaughlin : guitares, production
- Jan Hammer : piano électrique, synthétiseur, production
- Billy Cobham : batterie, production
- Jerry Goodman : violon électrique, alto, production
- Rick Laird : basse, production